# جراند بلازا أي
جراند بلازا أي هو عبارة عن مبنى شقق سكنية في شيكاغو . وقد تم الانتهاء من بناء 57 قصة في عام 2003 على ارتفاع 641 قدم ( 195 متر ) عند قياسه من أبراج للتزيين . جراند بلازا أنا هي واحدة من أطول المباني في جميع السكنية في شيكاغو، ويحتوي على 481 وحدة سكنية فاخرة . حتى 1 يوليو 2008 ، وكان أطول مبنى في الرمز البريدي شيكاغو 60610 ، الرمز البريدي مع ارتفاعات عالية أكثر في المدينة. في 1 يوليو 2008 ، انتهى بناء ما يصل يجري في الرمز البريدي الجديد : 60654. هذا الرمز البريدي يشمل مساحة صغيرة، وبالتالي فإن المبنى لا يزال الأطول في الرمز البريدي لها
كانت المرحلة الثانية من مجمع جراند بلازا ريزيدنس في جراند بلازا، الذي أنجز في العام نفسه . في 39 طابقا، هو أقصر من البرجين التوأمين، وهو الآن مبنى عمارات.
تم تصميم كل المباني التي وينبرغ + شركاه و OWP & P المهندسين المعماريين . كما أنها تشترك جميعها في قاعدة مشتركة كاملة من التجزئة مثل سوبر ماركت جويل Osco .

## انظر ايضاً
- قائمة أطول المباني في شيكاغو